# Środkowy pas brukowany

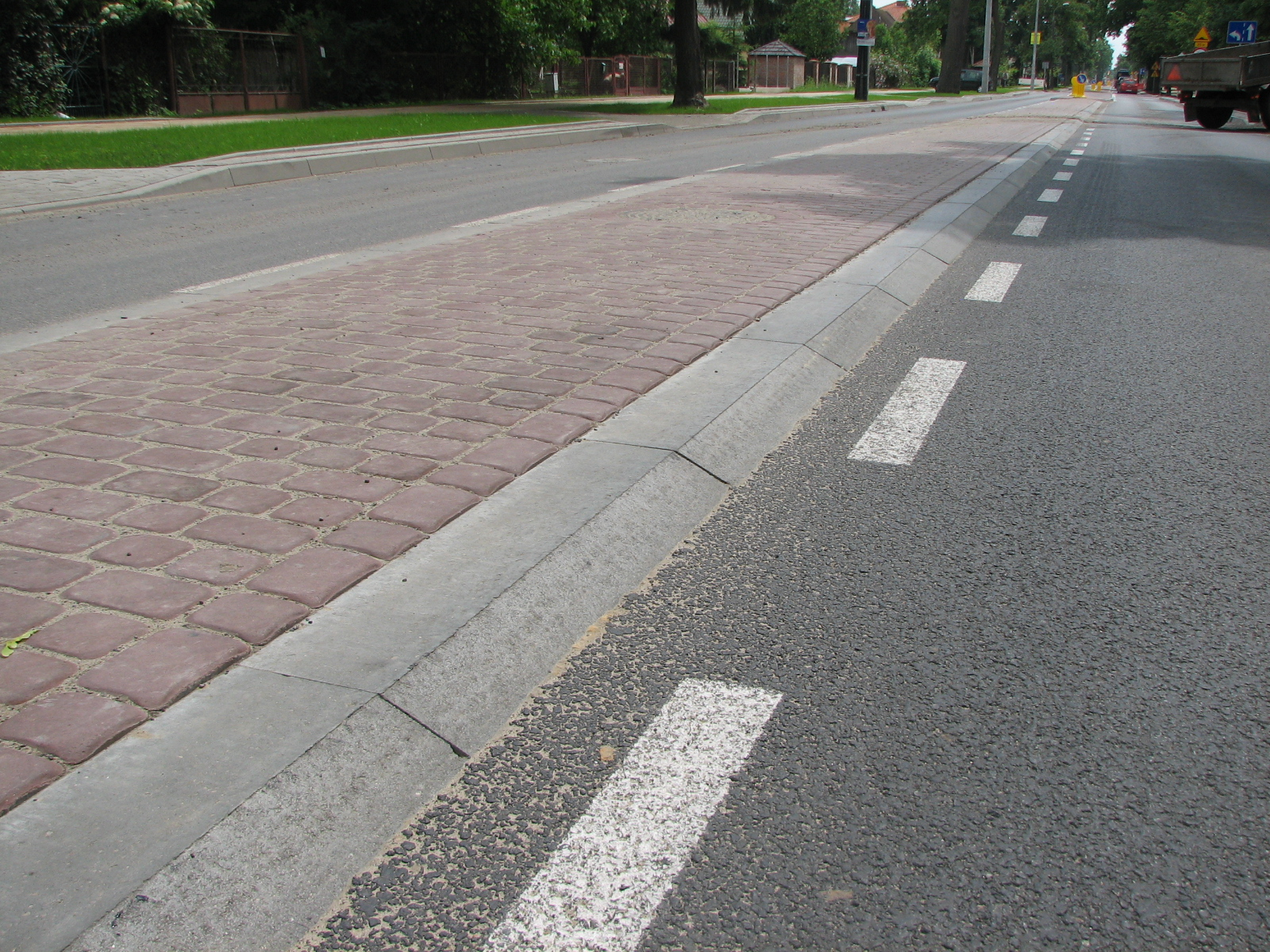
Środkowy pas brukowany z krawężnikiem leżącym

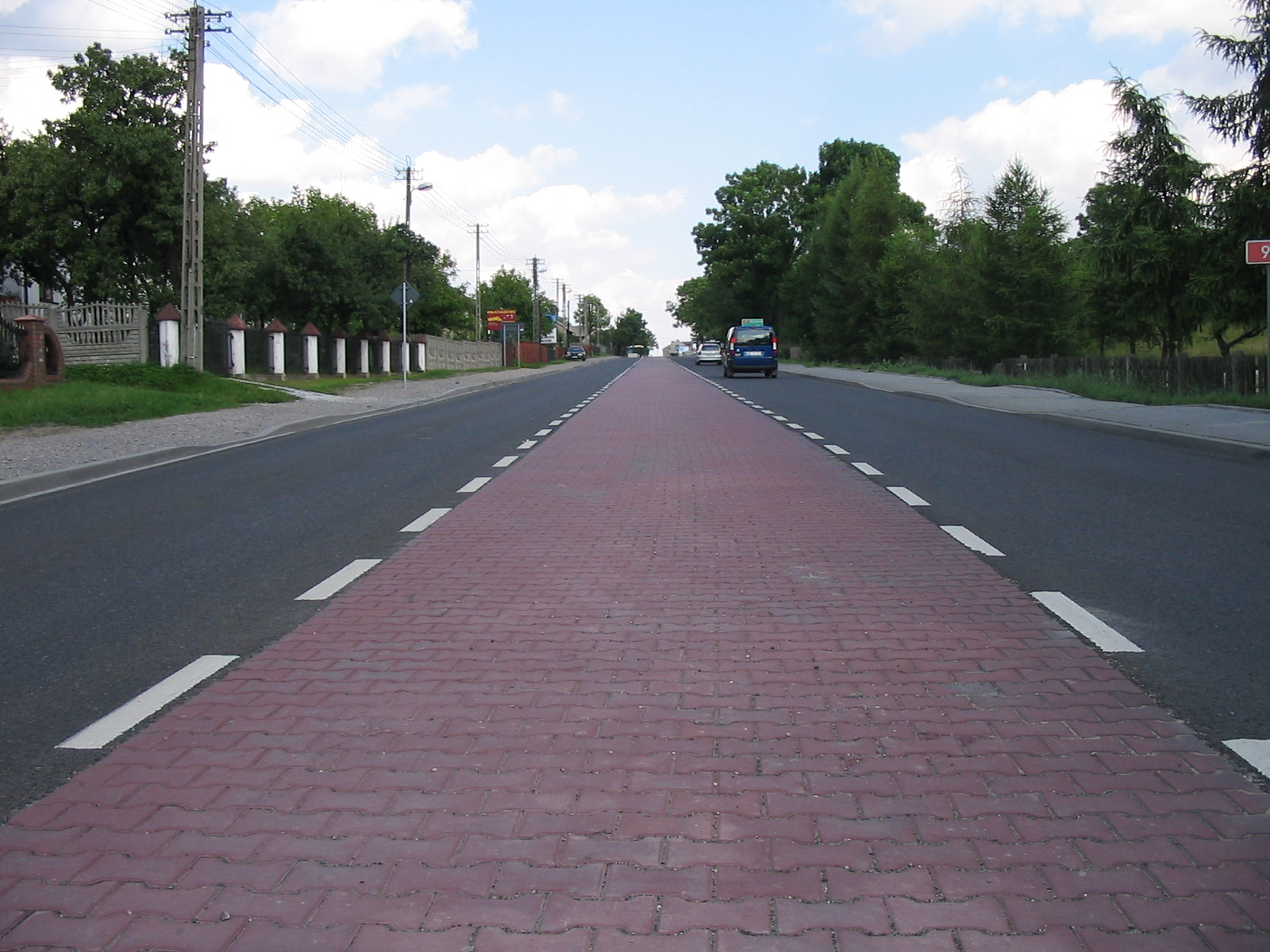
Środkowy pas brukowany bez krawężnika

Środkowy pas brukowany, a także pas manewrowy (tzw. czerwony pas) – element przekroju drogi stosowany na odcinkach dróg o stosunkowo dużym natężeniu ruchu zarówno tranzytowego, jak i lokalnego, przekroju jednojezdniowym, prowadzących przez miejscowości, jako sposób uspokojenia ruchu. Pas ten znajduje się między podstawowymi pasami ruchu przeznaczonymi dla przeciwnych kierunków. Posiada nawierzchnię z odróżniającego się od jezdni materiału (np. kostki betonowej lub kamiennej) lub koloru (najczęściej czerwonego). Typowa szerokość to 2,5 do 3 m.
Stosowanie przekrojów drogi ze środkowym pasem brukowanym pozwala utrzymać płynność ruchu poprzez wykorzystanie go jako miejsca oczekiwania na możliwość wykonania manewru skrętu w lewo dla pojazdów chcących zjechać do posesji (nie blokują wtedy podstawowego pasa ruchu), zawracania, a także poprzez umożliwienie bezpiecznego wyprzedania pojazdów wolnobieżnych i rowerzystów (choć w Polsce często umieszczany jest tu zakaz wyprzedzania). Środkowy pas brukowany przedzielany jest azylami dla pieszych oraz wysepkami, co z jednej strony ułatwia bezpieczne przekraczanie jezdni przez pieszych, a z drugiej utrudnia wykorzystywanie tego pasa do wyprzedzania. Pas jest przerywany na skrzyżowaniach, gdzie najczęściej zmienia się w lewoskręty.
Środkowy pas brukowany różni się od wydzielonych pasów do lewoskrętu tym, że może być wykorzystywany przez pojazdy poruszające się w obu kierunkach. Jest to wadą tego rozwiązania, gdyż może dochodzić do kolizji, gdy dwa pojazdy poruszające się w przeciwnych kierunkach będą chciały jednocześnie wjechać na ten pas.
Ponieważ środkowy pas brukowany jest rozwiązaniem rzadko stosowanym w Polsce oraz nieunormowanym prawnie, kierowcy mają trudności we właściwym korzystaniu z niego. Do najczęstszych błędów należą: parkowanie na tym pasie (co jest zakazane) oraz traktowanie go jako powierzchni wyłączonej z ruchu, która jest oddzielona od jezdni grubą ciągłą linią lub skośnymi pasami.
Przykłady zastosowań w Polsce:
- droga krajowa nr 94 w miejscowościach Przeginia i Zederman,
- droga wojewódzka nr 311 w miejscowościach Komorniki oraz Dębienko,
- droga wojewódzka nr 824 w Puławach,
- droga wojewódzka nr 485 w Pabianicach (w ciągu ulic Jutrzkowicka - Kilińskiego),
- ul. Powstańców w Ząbkach,
- ul. Wrocławska w Ostrowie Wielkopolskim.
- ul. Kolejowa w Wiśle